# Szulok
Szulok is een plaats (község) en gemeente in het Hongaarse comitaat Somogy. Szulok telt 715 inwoners (2001).